# Phoxinus
Phoxinus is een geslacht van straalvinnige vissen uit de familie van de karpers (Cyprinidae). Het geslacht werd beschreven in 1820 door Constantine Samuel Rafinesque-Schmaltz.

## Soorten
- Phoxinus bigerri Kottelat, 2007
- Phoxinus brachyurus Berg, 1912
- Phoxinus colchicus Berg, 1910
- Phoxinus grumi Berg, 1907
- Phoxinus issykkulensis Berg, 1912
- Phoxinus jouyi (Jordan & Snyder, 1901)
- Phoxinus keumkang (Chyung, 1977)
- Phoxinus kumgangensis Kim, 1980
- Phoxinus lumaireul (Schinz, 1840)
- Phoxinus neogaeus Cope, 1867
- Phoxinus oxyrhynchus (Mori, 1930)
- Phoxinus phoxinus (Linnaeus, 1758) – Elrits
- Phoxinus saylori Skelton, 2001
- Phoxinus semotilus (Jordan & Starks, 1905)
- Phoxinus septimaniae Kottelat, 2007
- Phoxinus steindachneri Sauvage, 1883
- Phoxinus strandjae Drensky, 1926
- Phoxinus strymonicus Kottelat, 2007
- Phoxinus tchangi Chen, 1988
- Phoxinus ujmonensis Kaschenko, 1899